# Perin del Vaga
Piero di Giovanni Bonaccorsi, detto Perino o Perin del Vaga (Firenze, 23 giugno 1501 – Roma, 19 ottobre 1547), è stato un pittore italiano allievo a Firenze di Ridolfo del Ghirlandaio, e a Roma collaboratore di Raffaello.

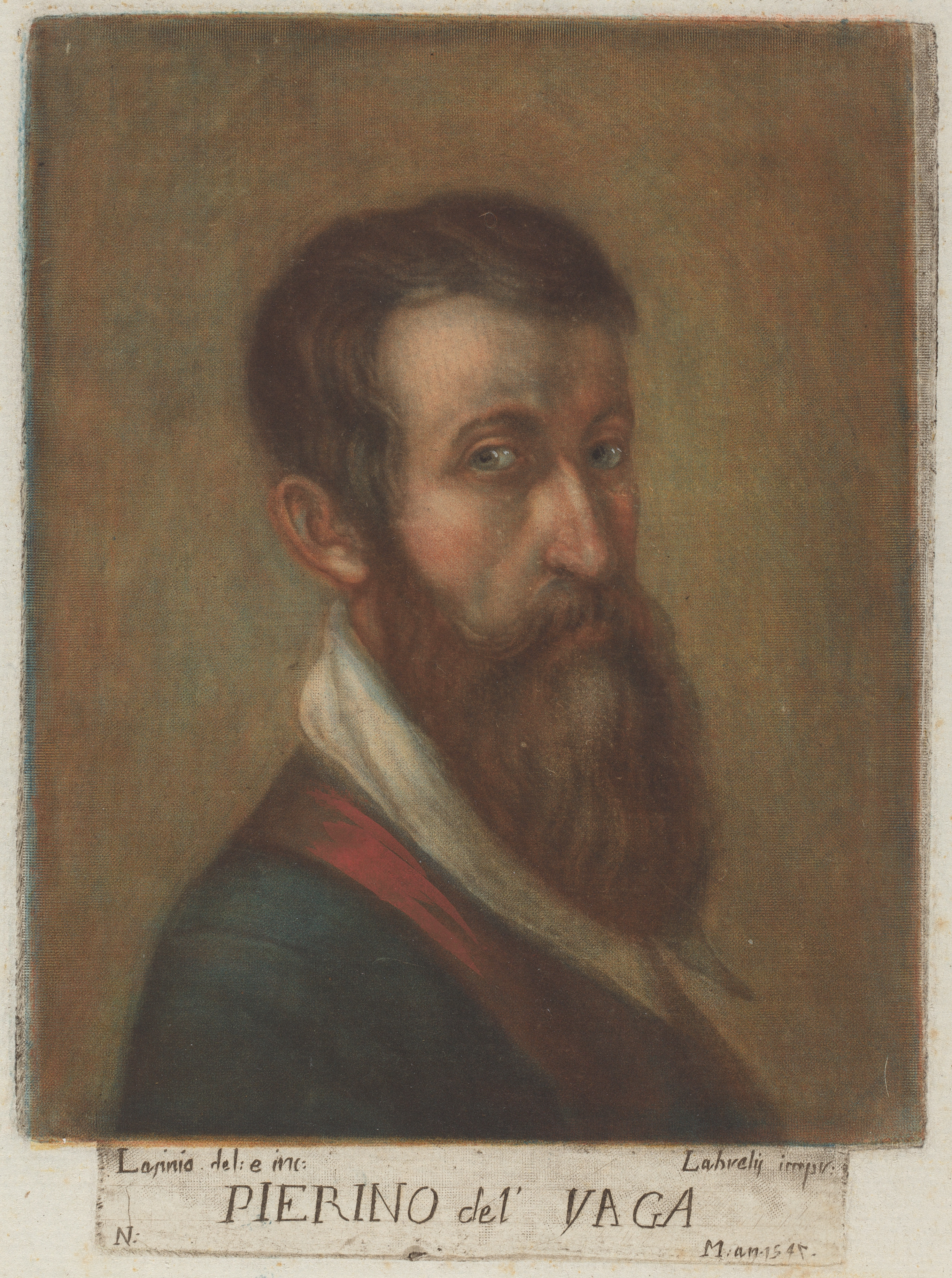
Ritratto di Perin del Vaga da Carlo Lasinio (c. 1789, National Gallery of Art)

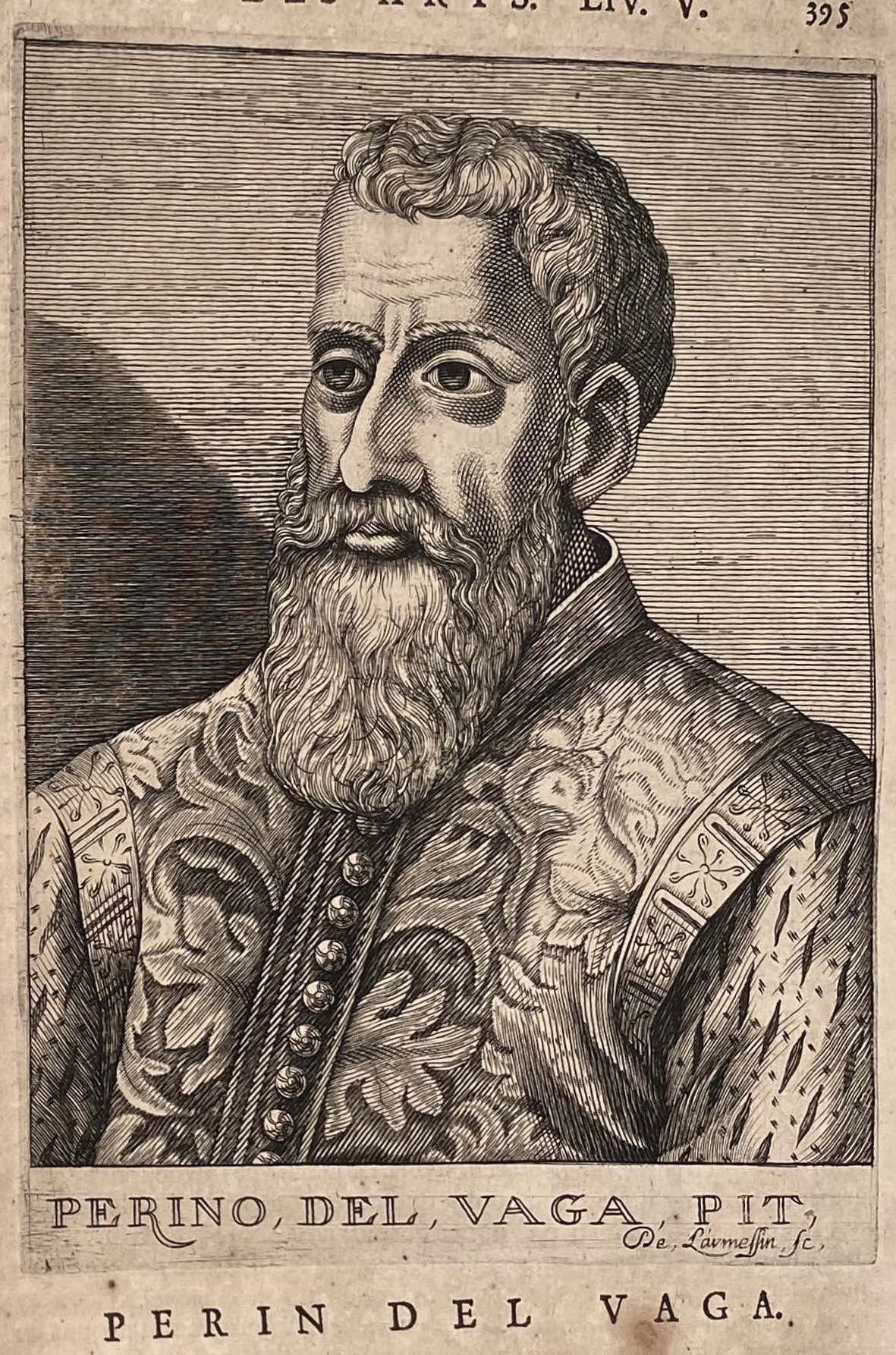
Ritratto di Perin del Vaga da Nicolas de Larmessin (1682, "Académie des Sciences et des Arts" di Isaac Bullart)

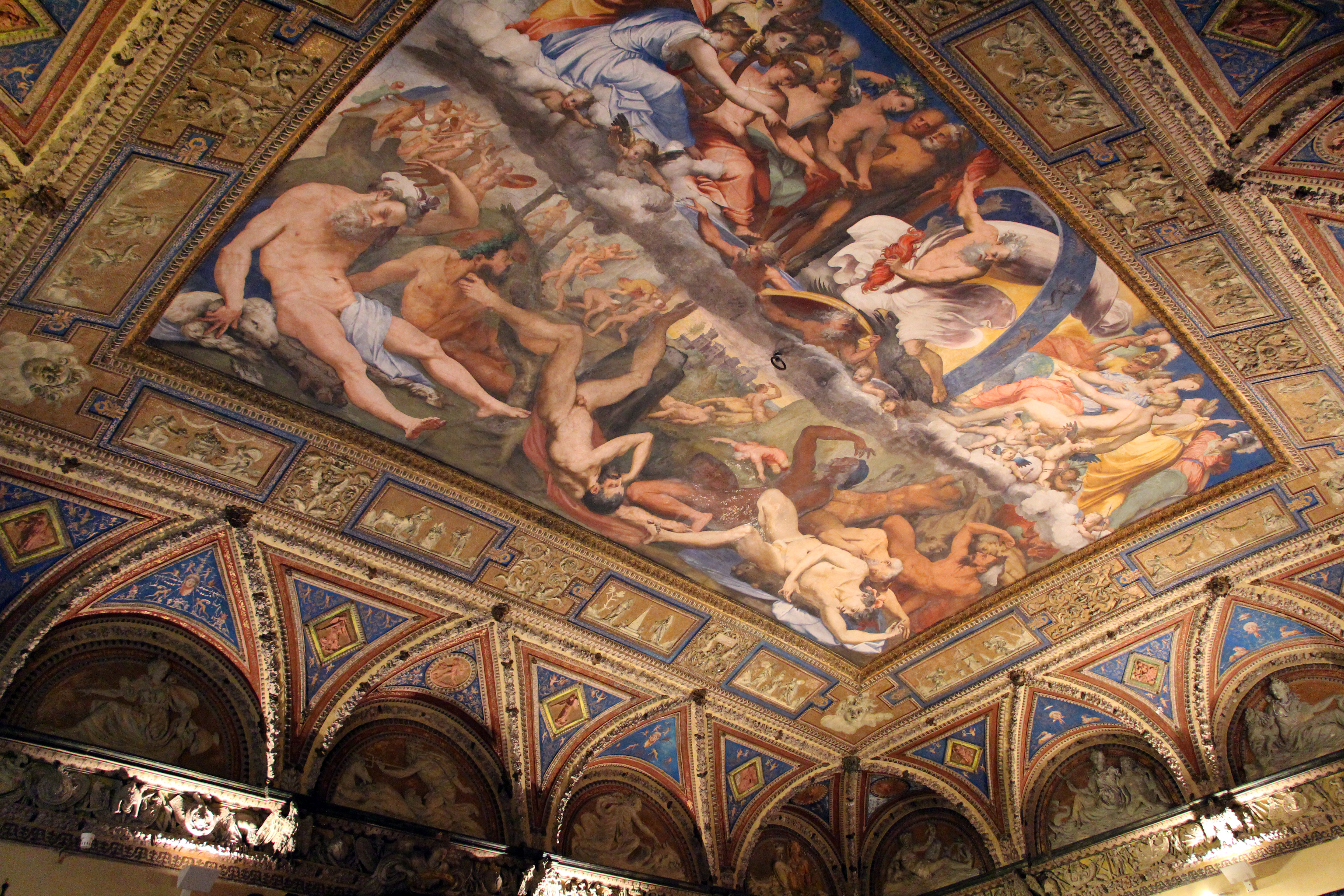
Caduta dei Giganti (1531-1533, Villa del Principe, Genova)

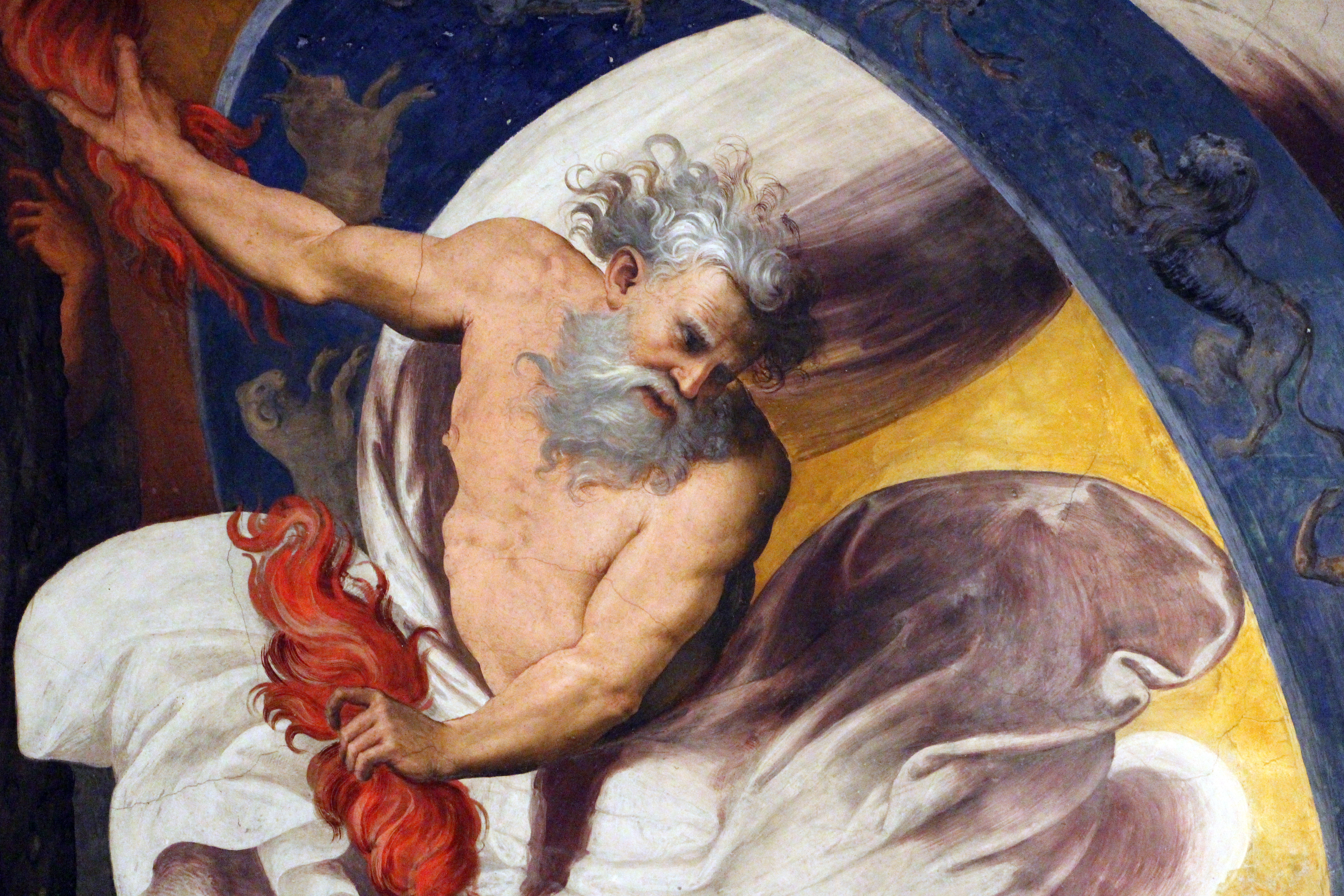
Dettaglio della Caduta dei Giganti (1531-1533, Villa del Principe, Genova)

Per Giuliano Briganti, Perino si differenzia «...dai colleghi della cerchia raffaellesca per una fantasia più accesa, per un fare più estroso e bizzarro, per quel suo stile corsivo, deformato entro moduli di un'esasperata eleganza che ben presto si allontana dal raffaellismo più statico e classicheggiante».

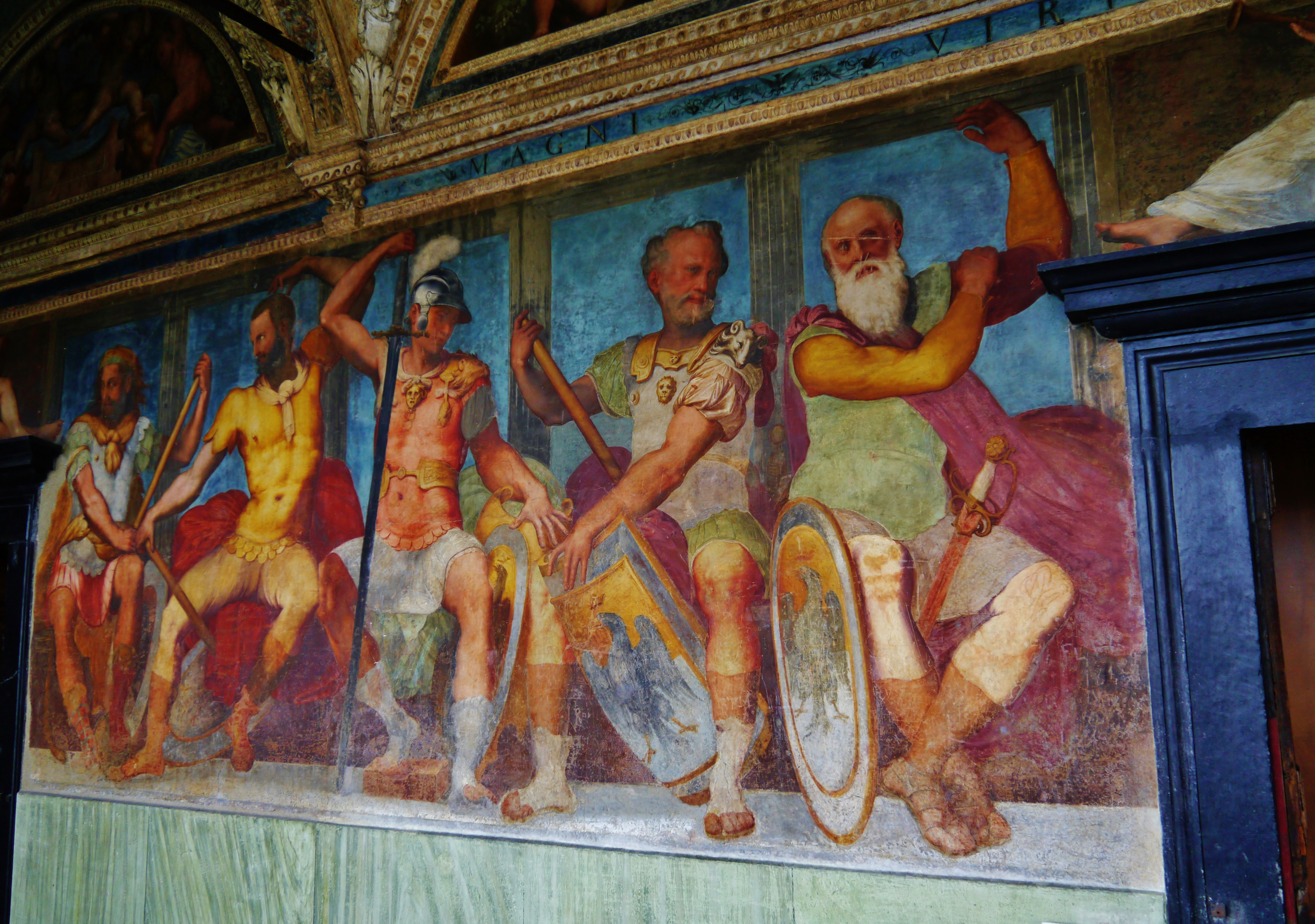
Loggia degli Eroi, affresco, (1531-1533, Villa del Principe, Genova)

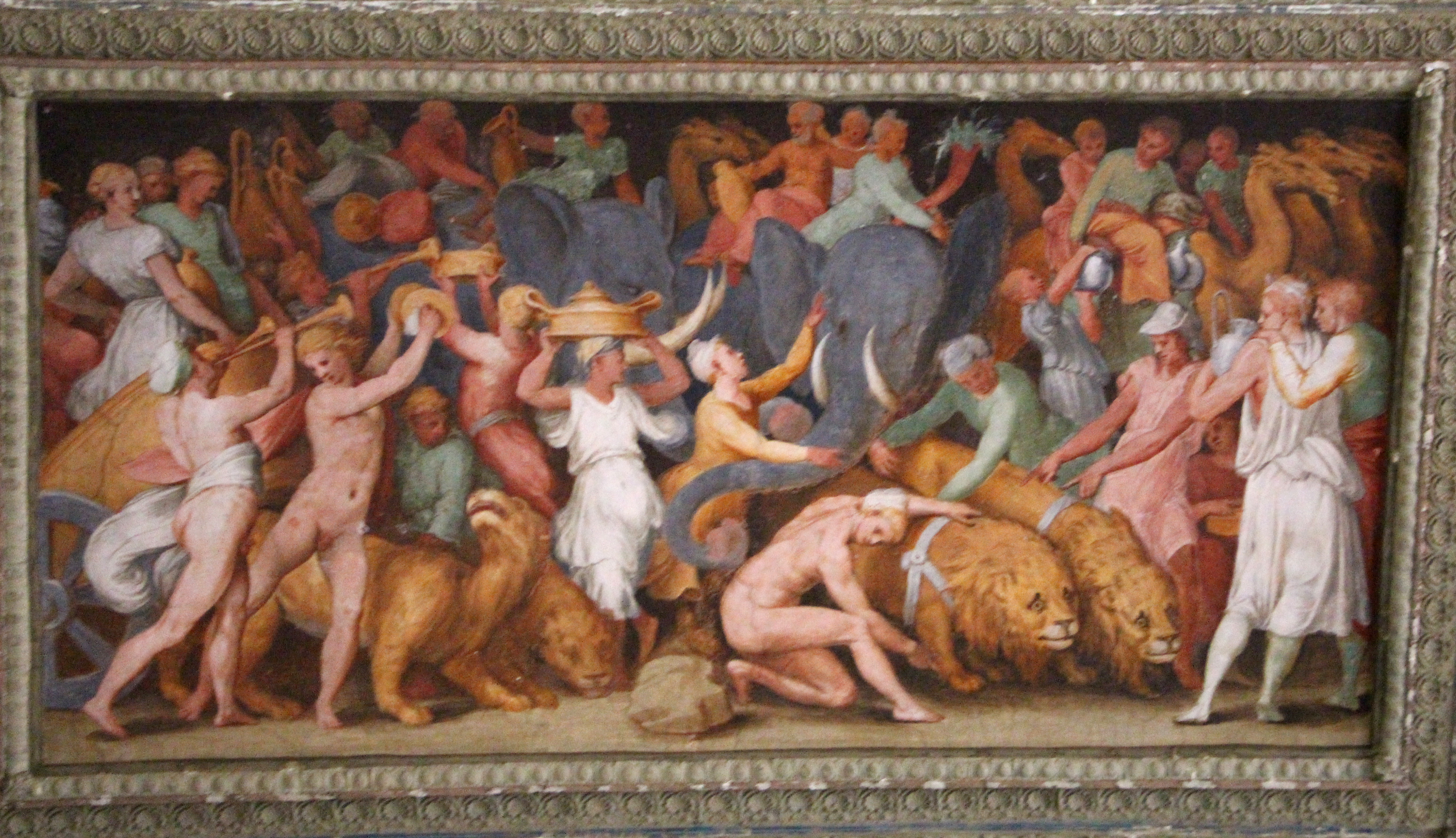
Storie dei re di Roma e trionfi militari (1530-33, Villa del Principe, Genova)

Perino del Vaga, come Giulio Romano, non si preoccupa di mantenere l'armonia e l'equilibrio lasciato in eredità da Raffaello ma, ormai superato definitivamente il naturalismo quattrocentesco, cerca di svolgere al meglio il suo nuovo ruolo di pittore di corte: alleggerisce le forme che rende più brillanti per poter caricare di contenuti intellettualistici la decorazione e accentuarvi la funzione simbolica; così, nelle decorazioni genovesi, Andrea Doria non può essere solo un ammiraglio, ma deve diventare Nettuno e allora Carlo V deve essere almeno Giove, mentre nelle decorazioni di Castel Sant'Angelo Perino frammenta la narrazione affollando le figure in pareti prive di sfondi prospettici e paesaggistici, come a soffocare l'osservatore sotto la sovrabbondanza dei suoi simboli.

## Biografia

### Gli inizi
Piero di Giovanni Bonaccorsi, orfano di madre a due mesi e presto abbandonato dal padre presso suoi parenti, da costoro fu affidato come apprendista al modesto pittore fiorentino Andrea de' Ceri che a sua volta, a undici anni, pensò bene di farlo istruire dal ben più valente Ridolfo di Domenico Ghirlandaio. Dice il Vasari che presto raggiunse l'eccellenza nel disegno: «...disegnando in compagnia di altri giovani, e fiorentini e forestieri, al cartone di Michelagnolo Buonarroti» (La battaglia di Cascina) «vinse e tenne il primo grado fra tutti gl'altri».
Prestato a un modesto pittore di nome Vaga, che aveva bottega vicino a Roma, perché lo aiutasse a finire il molto lavoro che aveva, fu poi da questi portato a Roma e raccomandato a suoi amici romani perché l'aiutassero durante la sua assenza; e da allora fu chiamato Perino (o anche Perin) del Vaga.
Divenuto amico di Giulio Romano e di Giovan Francesco Penni, nel 1518 entra nella bottega di Raffaello, allora impegnata soprattutto nella decorazione delle Logge Vaticane dove, sotto la direzione di Giovanni da Udine, lavora a stucco e dipinge grottesche e scene tratte da cartoni di Raffaello; gli sono attribuite le storie, secondo il Vasari, 
(Giorgio Vasari, Le vite de' più eccellenti pittori, scultori e architettori (1568), Vita di Perino del Vaga.)

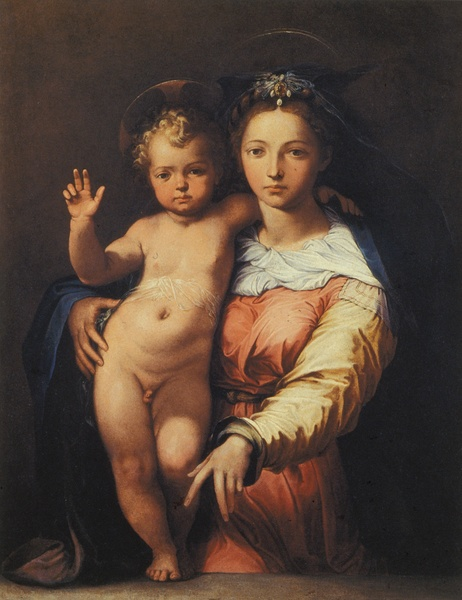
Madonna col Bambino, ca 1535, Roma, Palazzo Montecitorio

La galleria, lunga 65 metri, oggi interna ai Musei Vaticani, è divisa in tredici campate, in ognuna delle quali vi sono quattro storie dipinte, in tutto 48 rappresentazioni tratte dal Vecchio Testamento e 4, nella tredicesima campata, dal Nuovo Testamento, entro cornici di stucco decorate a grottesche. Polidoro da Caravaggio, Giulio Romano, Giovan Francesco Penni, Giovanni da Udine e Perino colorirono le invenzioni grafiche raffaellesche con un racconto rapido, aneddotico e brillante.

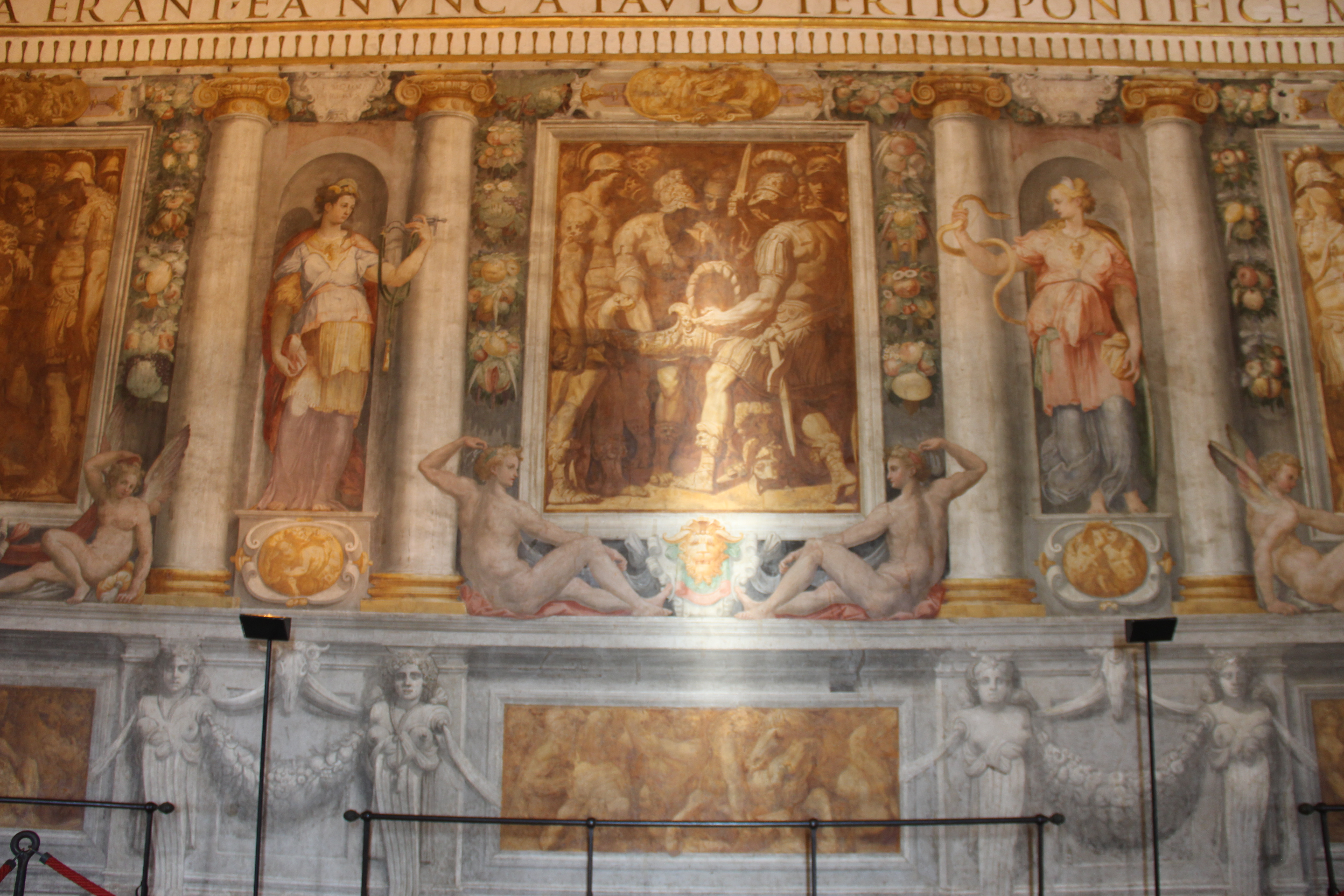
Castel Sant'Angelo, Sala Paolina, Alessandro che taglia il nodo di Gordio

Affrescò le pareti del salone del palazzo Baldassini, del giureconsulto e consigliere papale Melchiore Baldassini: entro lesene e nicchie figurate, dipinse esempi storici di virtù civiche e figure di sapienti antichi, secondo la tradizione degli uomini illustri che risale ad Andrea del Castagno. La Giustizia di Seleuco, ora agli Uffizi, è una scena che, trasferita su tela come il Tarquinio Prisco fonda il tempio di Giove in Campidoglio, nello stesso museo dal 1880, si è conservata dalla ristrutturazione dell'edificio avvenuta nel 1830.

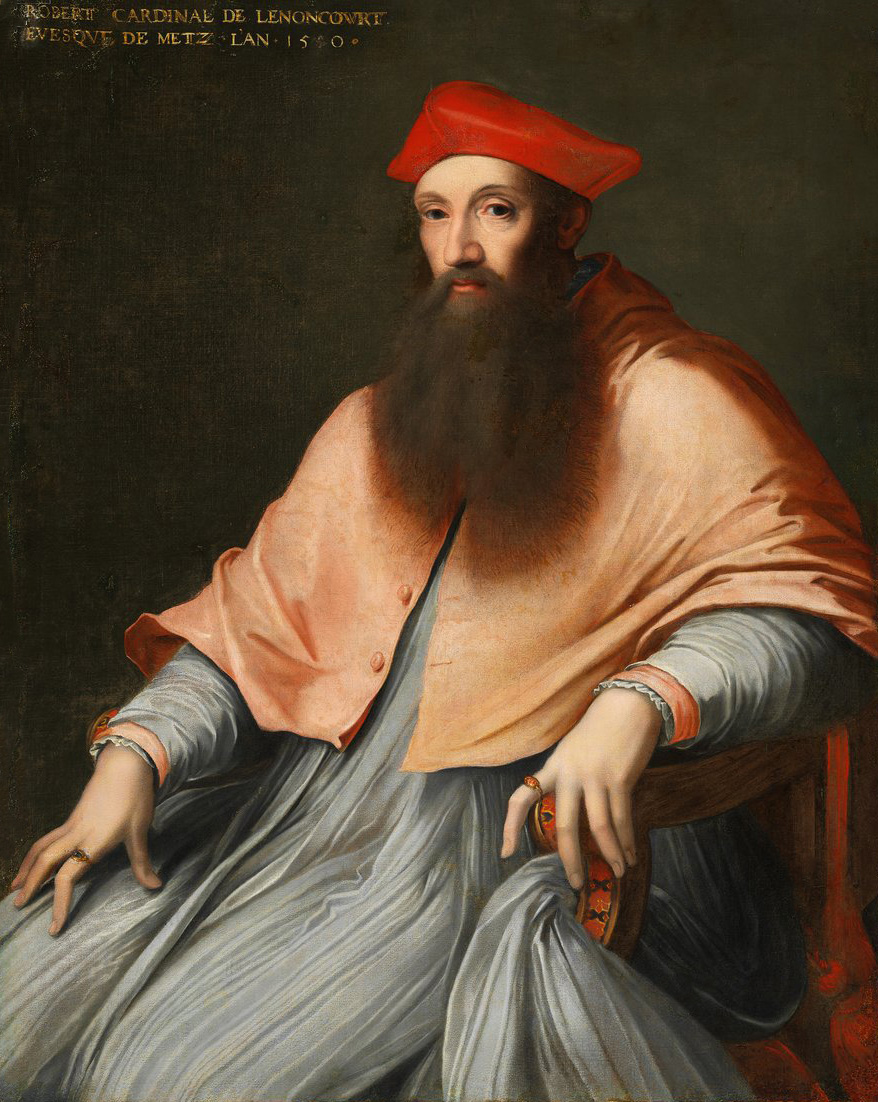
Ritratto del cardinale Reginald Pole, ca 1537, San Pietroburgo, Ermitage, attribuito al Perino

Una Deposizione nella chiesa di Santa Maria sopra Minerva venne affrescata in quel periodo e fu gravemente danneggiata pochi anni dopo da una delle frequenti inondazioni del Tevere (due frammenti, il Buon ladrone e il Cattivo ladrone, sono conservati nelle collezioni reali inglesi di Hampton Court), mentre in un altare della chiesa di Santo Stefano del Cacco «...dipinse in fresco per una gentildonna romana una Pietà con un Cristo morto in grembo alla Nostra Donna, e ritrasse di naturale quella gentildonna che par ancor viva».

### A Firenze
Per un'epidemia di peste scoppiata a Roma, si trasferisce a Firenze nel 1523, dove conosce Rosso Fiorentino e le opere del Pontormo; dipinge il monocromo con Il passaggio del Mar Rosso, ora nella Pinacoteca di Brera a Milano, per ser Raffaello di Sandro, «...prete zoppo, cappellano di San Lorenzo, un'istoria contrafatta di color di bronzo, in un giorno et in una notte… dove Perino fece attitudini bellissime di figure, chi nuota armato e chi ignudo, altri, abbracciando il collo a' cavalli, bagnati le barbe et i capelli, nuotano e gridano per la paura della morte, cercando il più che possono di scampare; da l'altra parte del mare vi è Mosè, Aron e gli altri Ebrei, maschi e femmine, che ringraziano Iddio; et un numero di vasi, ch'egli finge che abbino spogliato l'Egitto, con bellissimi garbi e varie forme, e femine con acconciature di testa molto varie…»
Nella Cappella Brancacci, affrescata da Masolino e Masaccio, della chiesa del Carmine, prepara l'affresco di un Sant'Andrea, ma finirà solo il cartone, mentre per la Compagnia dei Martiri, associazione di artisti di Camaldoli, prepara il cartone del Martirio dei Diecimila (ora all'Albertina di Vienna) che doveva essere la preparazione dell'affresco per la facciata della sede della Compagnia.
Rientrato a Roma nel 1525, sposa Caterina Penni, sorella del pittore Giovan Francesco e insieme con Giovanni da Udine decora la volta della Sala dei Pontefici in Vaticano.
Affresca la volta della Cappella del Crocifisso nella chiesa di San Marcello, dal 1525 al 1527, su commissione dei frati serviti: «...ordinaron que' frati che Perino facesse in una di quelle per ornamento d'una Nostra Donna, devozione in quella chiesa, due figure in due nicchie che la mettessino in mezzo: San Giuseppe e San Filippo, frate de' Servi et autore di quella Religione. E quelli finiti, fece loro sopra alcuni putti perfettissimamente, e ne messe in mezzo della facciata uno ritto in sur un dado che tiene sulle spalle il fine di due festoni che esso manda verso le cantonate della cappella, dove sono due altri putti che gli reggono a sedere in su quelli, facendo con le gambe attitudini bellissime. E questo lavorò con tant'arte, con tanta grazia, con tanta bella maniera, dandoli nel colorito una tinta di carne e fresca e morbida, che si può dire che sia carne vera, più che dipinta».
L'opera ebbe molti impedimenti, per malattie e mancanza di fondi, finché nel 1527 venne la rovina di Roma, «...che fu messa quella città a sacco, e spento molti artefici e distrutto e portato via molte opere. Onde Perino, trovandosi in tal frangente et avendo donna et una puttina, con la quale corse in collo per Roma per camparla di luogo in luogo, fu in ultimo miserissimamente fatto prigione, dove si condusse a pagar taglia con tanta sua disavventura, che fu per dar la volta al cervello».
Con il dramma del Sacco di Roma, gli allievi di Raffaello si disperdono: Perino a Genova, Polidoro da Caravaggio a Napoli e in Sicilia, Giovanni da Udine in patria; insieme col Rosso Fiorentino, il Primaticcio e Nicolò dell'Abate in Francia, diffondono prima in Italia e poi in tutta Europa il linguaggio raffaello–michelangiolesco, il Manierismo.

### Il periodo genovese

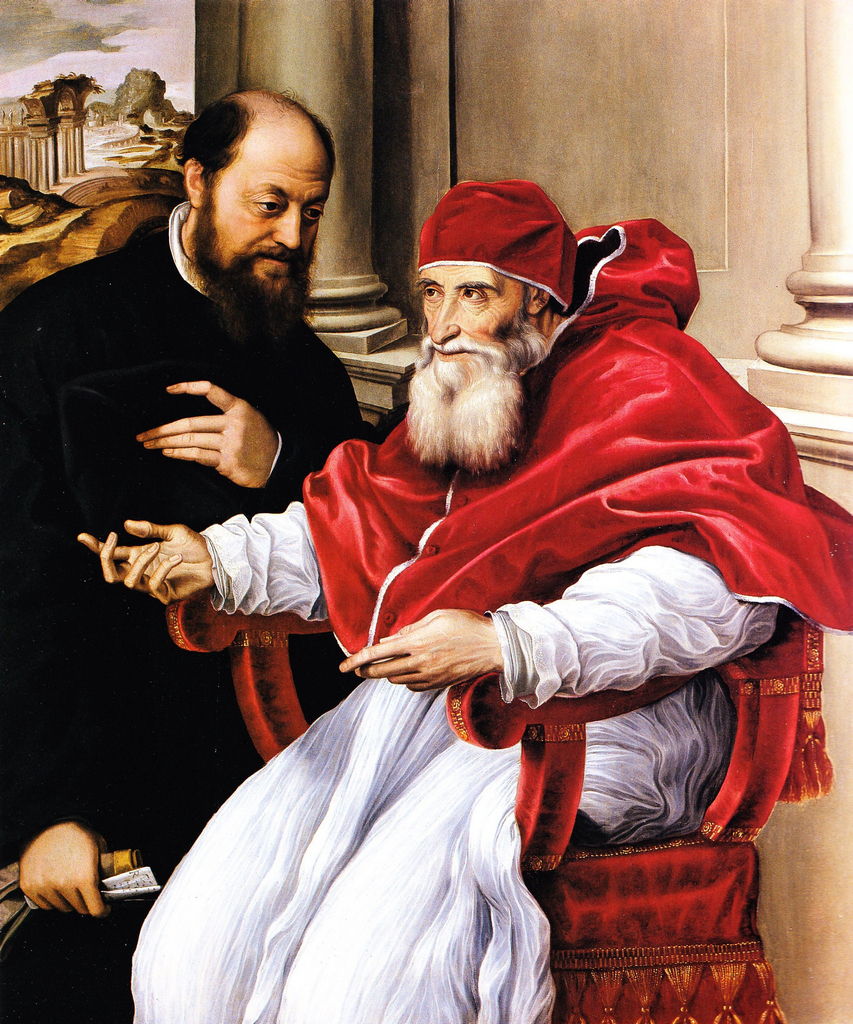
Paolo III e cardinale Reginald Pole (Basilica di Santa Francesca Romana, Roma)

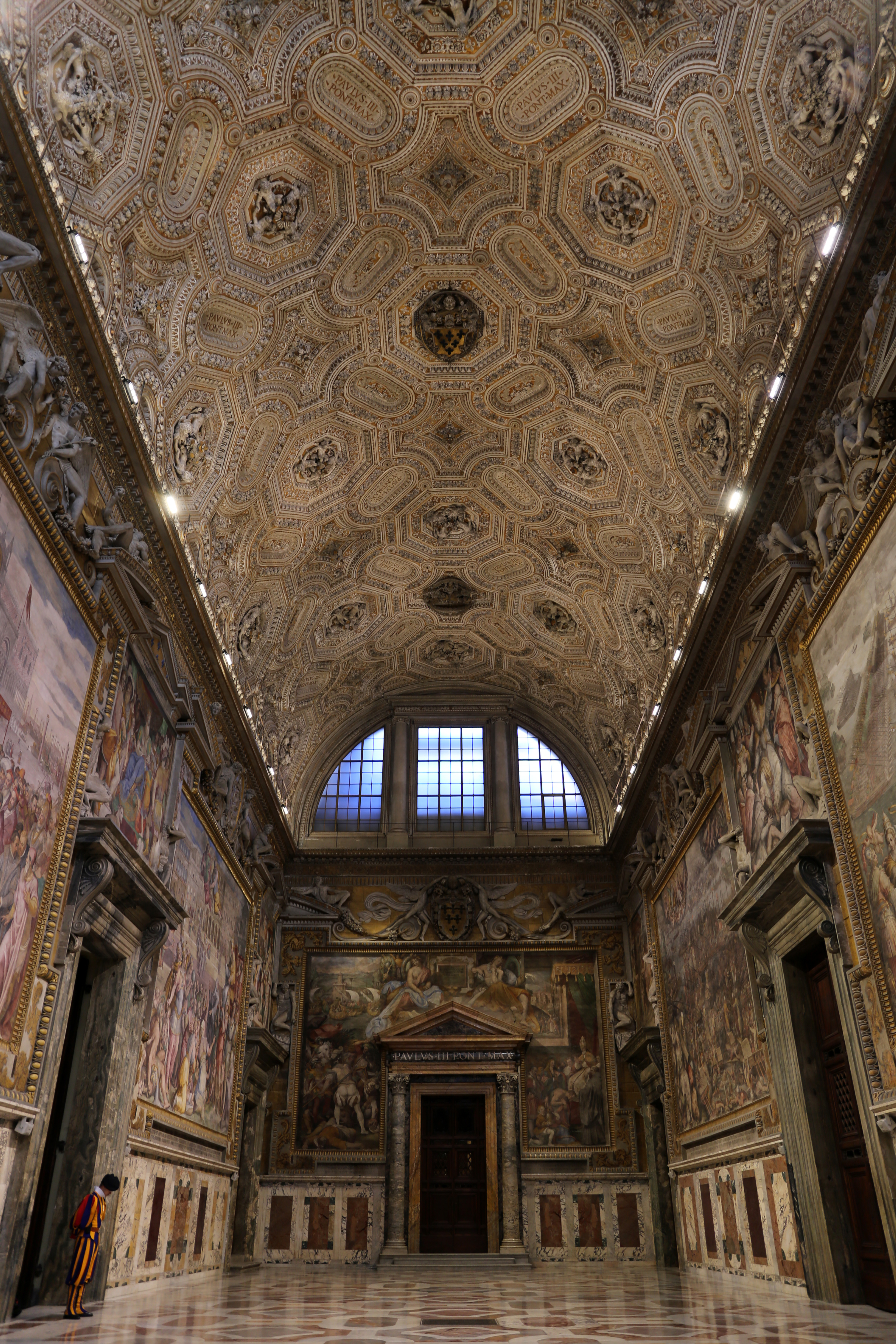
volta della Sala Regia, Palazzo Apostolico, Roma

Nel 1528 un Nicola Veneziano, per conto di Andrea Doria, capo della Repubblica genovese, ammiraglio di Carlo V, e prossimo principe di Melfi, lo invita ad entrare al servizio della famiglia genovese: «...e dato ordine di lasciar la sua donna e la figliuola bene accompagnata a' suoi parenti in Roma, et assettato il tutto, se ne andò a Genova». Qui progetta la decorazione architettonica e quella ad affresco e a stucco della Villa del Principe Andrea Doria a Fassolo, dove operano anche il Beccafumi e il Pordenone e dove nel 1533 viene ospitato Carlo V, per il quale realizza, primo in Italia, apparati effimeri trionfali; inoltre progetta arazzi, mobili, bandiere, arredamenti navali, i raffinati oggetti dell'artigianato artistico "minore".
Nella Villa del Principe di Genova tutto viene finalizzato all'esaltazione del committente, rappresentato in un affresco perduto come Nettuno, degli antenati, e dello stesso Carlo V, il promotore del Sacco di Roma, che adesso è simboleggiato come Giove che fulmina i giganti ribelli. Gli affreschi più noti e importanti sono La lotta fra dei e giganti, Orazio Coclite difende il ponte e La fortezza di Muzio Scevola, mentre Il naufragio di Enea, dipinto a secco, non è più esistente; così descriveva le sale il Vasari: 
(Giorgio Vasari, Le vite de' più eccellenti pittori, scultori e architettori (1568), Vita di Perino del Vaga.)
Per la chiesa genovese di San Francesco di Castelletto dipinse una Madonna e santi, ora nella chiesa di San Giorgio a Bavari e una Natività per Santa Maria della Consolazione, ora nella National Gallery di Washington, dove unisce il suo raffaellismo di base al contemporaneo manierismo fiorentino consegnando alla nascente scuola pittorica genovese un modello di riflessione artistica. Infine una Pala di San Michele datata 1535 è conservata nella Chiesa di San Michele Arcangelo in Celle Ligure.

### Le ultime opere romane
Intanto compra casa a Pisa per trasferirvi la moglie da Roma e stabilirvisi egli stesso una volta terminate le commissioni genovesi: così avviene nel 1537 ma nel 1539 si trasferisce definitivamente a Roma, dove dipinge gli affreschi con storie di Cristo nella Cappella Massimo a Trinità dei Monti, tutti distrutti, tranne la Resurrezione di Lazzaro, oggi al Victoria & Albert Museum di Londra, «che si mostra, nel suo riaver la vita, molto ripieno della pallidezza e paura della morte, et intorno a esso sono molti che lo sciolgono e pure assai che si maravigliano et altri che stupiscono».
Favorito del papa Paolo III Farnese, che gli assegna una pensione mensile di venticinque ducati, e del nipote cardinale, nel 1541 dipinge in finto marmo, con grottesche e finti bassorilievi, le zoccolature della Stanza della Segnatura in Vaticano.
Affida alla bottega le decorazioni delle chiese di San Giuseppe a Ripa, di San Bartolomeo all'Isola e di San Salvatore in Lauro, nella cui facciata l'allievo Girolamo Sermoneta rappresenta anche un'Annunziata.
Nel 1542 Paolo III fa ristrutturare Castel Sant'Angelo dagli architetti Raffaello da Montelupo e Antonio da Sangallo il Giovane, dal 1520 architetto capo della fabbrica di San Pietro.
La decorazione delle stanze viene affidata a Perino e a Luzio Luzi da Todi, con la collaborazione anche di Livio Agresti da Forlì.
Nella Sala Paolina, anticamera per le personalità ricevute dal papa, Perino realizza, insieme all'Agresti, tra il 1545 e il 1547, entro finte colonne ioniche, Scene della vita di Alessandro Magno e della storia romana, alternate a figure della Giustizia, della Costanza, della Forza e della Prudenza; su uno zoccolo è un fregio di cariatidi e soggetti mitologici; nel centro di due pareti opposte dipinge la figura dell'arcangelo Michele, patrono del Castello, e dell'imperatore Adriano - Castel Sant'Angelo o Mole Adriana, è il monumento funerario dell'imperatore romano - terminata dopo la sua morte da Daniele da Volterra.
Nella Sala di Perseo identifica Paolo III, avversario di Lutero, con l'eroe mitologico che combatte contro le tenebre e vi dipinge coppie di giovani donne nude vicino a liocorni, simboli di purezza ed emblemi araldici del governatore del castello Tiberio Crispo. I riquadri comprendono più episodi e l'apparato decorativo di festoni, putti e ghirlande si allarga fin sopra la narrazione. Nella sala di Psiche narra quel mito in un fregio che scorre sotto il soffitto decorato con gigli e con al centro lo stemma papale.
Fu la sua ultima opera: riferisce il Vasari che, consumato dall'asma e dalla blenorragia, «...una sera, parlando con un suo amico vicino a casa sua, di mal di gocciola cascò morto d'età d'anni quarantasette».
È sepolto nella cappella di San Giuseppe del Pantheon con questo epitaffio: «Perino Bonaccursio Vagae florentino, qui ingenio et arte singulari egregios cum pictores permultos, tum plastas facile omnes superavit, Catherina Perini coniugi, Lavinia Bonaccursia parenti, losephus Cincius socero charissimo et optimo fecere. Vixit annos 46, menses 3, dies 21. Mortuus 14 Calendis Novembris Anno Christi 1547».

## Opere
Perino nel 1542 esegue una tela, ora a Palazzo Spada, che, secondo il racconto del Vasari,  sarebbe stata posta sotto il Giudizio Universale di Michelangelo nell'attesa che venisse tessuto l'arazzo da collocare su quello stesso punto della parete. Così il Vasari nelle sue Vite descrive l'episodio: «...aveva scoperto già Michelagnolo Buonarroti, nella cappella del papa, la facciata del Giudizio, e vi mancava di sotto a dipignere il basamento, dove si aveva appiccare una spalliera d'arazzi tessuta di seta e d'oro, come i panni che parano la cappella; onde, avendo ordinato il Papa che si mandasse a tessere in Fiandra, col consenso di Michelagnolo, fecero che Perino cominciò una tela dipinta della medesima grandezza, dentrovi femmine e putti e termini che tenevono festoni molto vivi, con bizzarrissime fantasie. La quale rimase imperfetta in alcune stanze di Belvedere dopo la morte sua, opera certo degna di lui e dell'ornamento di sì divina pittura».
Firenze, Uffizi: Tarquinio Prisco fonda il tempio di Giove in Campidoglio; Giustizia di Seleuco, 1521 circa
- Genova:
  - Galleria di Palazzo Rosso: Madonna col Bambino, san Giuseppe e san Giovannino
  - Villa del Principe: La caduta dei Giganti, 1531-1533
- Hampton Court, collezioni reali: Il cattivo ladrone; Il buon ladrone, frammenti, 1520-1525 circa
- Londra, Courtauld Gallery: Sacra famiglia con san Giovannino, 1528-1537
- Roma:
  - Castel Sant'Angelo, Sala di Apollo: affreschi
  - chiesa di San Marcello al Corso, quarta cappella a destra: Creazione di Eva; Gli evangelisti Marco e Giovanni, 1524-1527
  - chiesa di Santa Maria in Domnica, soffitto della navata centrale: fregio con motivi araldici
  - chiesa di Santa Maria in Trastevere, Cappella del Coro d'Inverno: Madonna di Strada Cupa, olio
  - chiesa di Santa Trinità dei Monti, Cappella Pucci: Storie del vecchio e del nuovo testamento, affreschi, 1529
  - chiesa di Santo Stefano del Cacco: Cristo in pietà
  - Galleria Borghese: Madonna col Bambino; Sacra Famiglia
  - Galleria Colonna: San Giuliano l'Ospitaliere
  - Galleria Spada: Modello della Spalliera per il Giudizio universale di Michelangelo, 1542
  - Palazzo Baldassini, primo piano: fregio con episodi di storia antica e animali fantasiosi
  - Palazzo della Cancelleria: Salone di Studio dell'appartamento cardinalizio, affreschi a motivi decorativi sulla volta
  - Palazzo Massimo alle Colonne: fregio con Storie dell'Eneide e stucchi nel Salotto Celeste
- Città del Vaticano, Musei Vaticani:
  - Appartamento Borgia, Sala dei Pontefici: stucchi e affreschi insieme a Giovanni da Udine
  - Loggia di Raffaello: Storie di Giosuè; Storie di Davide; Storie di Salomone; Storie di Cristo, 1517-1519
  - Sala Regia: stucchi della volta a botte
  - Stanza della Segnatura: zoccolatura sotto la Disputa del Sacramento di Raffaello
- Vienna, Museo Liechtenstein: Sacra Famiglia
- Washington, National Gallery of Art: Natività, 1534
- Celle Ligure, chiesa di San Michele Arcangelo: Polittico di San Michele, 1535
- Museo - Antico Tesoro della Santa Casa (Loreto): La Madonna col Bambino, San Giuseppe e San Giovannino